# Juegos de sociedad (obra de teatro)
Juegos de sociedad es una obra de teatro, escrita por Juan José Alonso Millán y estrenada el 18 de septiembre de 1970 en el Teatro Goya de Madrid.

## Sinopsis
Pascual es un trabajador honesto que, por motivos laborales, debe trasladarse a Barcelona. En una sala de fiestas de una localidad cercana conoce a un grupo de burgueses con los que entabla amistad. Intenta integrarse en su mundo, pero se da cuenta - entre las burlas de los otros - de que ese ambiente no está hecho para él.

## Representaciones destacadas
- Teatro (Estreno, 1970). Dirección: Juan José Alonso Millán. Intérpretes: Jesús Puente (Pascual), Ricardo Garrido, Licia Calderón, Mercedes Borque, Amparo Soto, Hugo Blanco, Verónica Luján.

- Cine (1974). Dirección: José Luis Merino. Intérpretes: Manuel Summers, Loreta Tovar, Didi Sherman, Ramón Pons, Marisa Naranjo.

- Televisión (2 de marzo de 1978, en TVE). Intérpretes: Jesús Puente (Pascual), Nicolás Dueñas, Licia Calderón, Antonio Iranzo, Amparo Soto, Maite Tojar.